# Fundeni (okręg Gałacz)
Fundeni – wieś w Rumunii, w okręgu Gałacz, w gminie Fundeni. W 2011 roku pozostawała niezamieszkana.